# Dasmosmilia valida
Dasmosmilia valida är en korallart som först beskrevs av Marenzeller 1907.  Dasmosmilia valida ingår i släktet Dasmosmilia och familjen Caryophylliidae.
Artens utbredningsområde är Indiska oceanen. Inga underarter finns listade i Catalogue of Life.